# 張圭陽
張圭陽（英語：Cheung Kwai Yeung，1955年3月17日—），資深香港傳媒人，祖籍天津，生於香港，於九龍城區長大，畢業於東莞同鄉會學校（1968年小六上午校）及伯特利中學（1973年中五）、香港中文大學（1978年崇基書院中國語文系）和香港大學，曾任職《明報》、無綫電視新聞部、傳訊電視中天頻道及香港電台中文台新聞及時事總監兼普通話台節目總監，亦是香港新聞工作者聯會副主席。
張圭陽在二十世紀八十年代及九十年代兩度加入《明報》工作，曾為金庸私人助理、《明報》高級記者、《明報晚報》採訪主任、《明報》靜態組組長，最後職位為副總編輯兼社評主筆。張圭陽以《明報》為主軸撰寫香港近代報業斷代史時，由於與金庸稔熟，得到金庸的全力支持，得以查閱《明報》許多內部檔案、獲得大量一手資料，又以口述歷史手法，走訪資深員工，對內部組織運作有更深入了解。
近年熱衷於研究為社會發展與傳媒的關係、中國及香港傳媒史、新聞道德等題材。在博士論文基礎上，張圭陽寫成《金庸與報業》一書，書稿由《明報》出版社交金庸審閱，金庸親自刪改書稿十多處，令《金庸》一書更具權威性。爾後自2000年起，坊間每每論及金庸與報業，多引用該書出處。金庸對該書評價為「資料詳盡可靠」。
2005年作者再增出台灣版，易名為《金庸與明報傳奇》，把書中有手民之誤部分更正。2007年湖北人民出版社出版大陸版，改名為《金庸與明報》，基於政治原因，刪去「北京學運」一章，又把「中共與中國」一章易名為「希望和平統一」。
2017年2月7日，張圭陽涉嫌非禮被捕。同年六月，警方以証據不足，向律政司申請撤銷該項指控。張圭陽發新聞稿，感謝警方還他清白，並在6月22日向香港報業評議會投訴「蘋果動新聞」在報道該事件中煽情誇張，違反「新聞從業員專業操守守則」第三條，即「新聞從業員在處理新聞的時候，尤其是涉及暴力、性罪行、自殺等社會新聞，應避免淫褻、不雅或煽情」。

## 著作
- 傳媒風 (2006)
- 金庸與报业 (2000)
- 傑出華人成長之路 (2001)
- The First 100 Years of The Chinese Club (1997)
- 我是記者增訂版 (1990)
- 香港中文報紙組織運作內容 (1988)
- 我是記者 (1984)等。

## 外部連結
- 香港新聞工作者聯會網頁